# Alf Svensén
Erik Alf Gillis Svensén, född 28 juli 1893 i Tveta, död 17 december 1935 i Stockholm, var en svensk gymnast. Vid olympiska sommarspelen i Antwerpen 1920 blev han guldmedaljör i trupptävlan, svenskt system.